# Evolver (álbum de 311)
Evolver es el séptimo álbum de estudio de la banda estadounidense de rock alternativo, 311, que fue publicado el 22 de julio de 2003 por Volcano Entertainment. Fue grabado entre enero y abril de 2003 en los estudios The Hive en North Hollywood, Los Ángeles, California.
El álbum contiene once pistas, incluyendo sus sencillos principales «Creatures (For a While)» y «Beyond The Gray Sky». Su CD mejorado contiene un artículo sobre la realización de la portada del álbum.
Evolver fue el primer álbum de 311 en vender menos de 500,000 copias y sin recibir certificación de oro.

## Recepción
Dan Perrone de Punknews.org indicó que «En Evolver, la banda va más allá una vez más, esta vez adoptando un enfoque mucho más relajado. La música ha sido bajada y ralentizada mucho, pero no te preocupes, porque los chicos no se han ablandado; ahora son capaces de mostrar lo bien que realmente tocan cuando brillan sus influencias reggae y dub».
David Juan Farinella para Rolling Stone señaló sobre el álbum que «incluso con Hexum extendido hasta los límites de su talento vocal, estas canciones finalmente están a la altura del arte de la evolución y podrían sentar las bases para que 311, por fin, sea original».

## Lista de canciones
| CD    |                                                               |                                      |                         |          |  |
| N.º   | Título                                                        | Letras                               | Voz principal           | Duración |  |
| 1.    | «Creatures (For a While)»                                     | Nick Hexum, Tim Mahoney, SA Martinez | Nick Hexum, SA Martinez | 4:27     |  |
| 2.    | «Reconsider Everything»                                       | Hexum, Martinez                      | Hexum, Martinez         | 2:50     |  |
| 3.    | «Crack the Code»                                              | Hexum, Martinez                      | Martinez, Hexum         | 3:55     |  |
| 4.    | «Same Mistake Twice»                                          | Hexum                                | Hexum                   | 3:22     |  |
| 5.    | «Beyond the Gray Sky»                                         | Hexum, Mahoney, Martinez             | Hexum, Martinez         | 4:18     |  |
| 6.    | «Seems Uncertain»                                             | Hexum                                | Hexum                   | 3:36     |  |
| 7.    | «Still Dreaming»                                              | Hexum, Martinez, Chad Sexton         | Hexum, Martinez         | 3:41     |  |
| 8.    | «Give Me a Call»                                              | Hexum, Martinez                      | Hexum, Martinez         | 3:21     |  |
| 9.    | «Don't Dwell»                                                 | Hexum, Aaron Wills                   | Hexum                   | 2:40     |  |
| 10.   | «Other Side of Things»                                        | Hexum, Martinez, Sexton              | Martinez, Hexum         | 3:08     |  |
| 11.   | «Sometimes Jacks Rule the Realm» (+ BT «Coda» (instrumental)) | Hexum                                | Hexum                   | 6:37     |  |
| 41:55 |                                                               |                                      |                         |          |  |

| Bonus Track |                                                 |        |               |          |  |
| N.º         | Título                                          | Letras | Voz principal | Duración |  |
| 12.         | «What Do You Do?» (Evolver Japan import)        | Hexum  | Hexum         | 2:42     |  |
| 13.         | «Time Is Precious» (Disponible en el sitio web) | Hexum  | Hexum         | 3:07     |  |

## Personal
Créditos adaptados de las notas del álbum.
| 311 - Nick Hexum – vocalista principal, guitarra, programación, ingeniero adicional - SA Martinez – voces, tornamesa - Chad Sexton – batería, percusión, programación, ingeniero adicional - Tim Mahoney – guitarra - Aaron Wills – bajo | Producción - Ron Saint Germain – producción, ingeniería, mezclas - Zack Barnhorst – ingeniería, edición digital - Joe Gastwirt – masterización - Matt Hunter, Daniel Wates – técnico de estudio - Ron Ulicny – dirección de arte, concepto, fotografía - Joe Lynch, Steven Oritt – directores - Dan Levin – diseño de layout - Amber Vantris – coordinación de fotografía - Jeaneen Lund – Asistencia de fotografía - Mike Allen, Christy Greenwood, Louie Hozwell, Marguerite Olivelle, Chris Waltes – arte - Todd Hickey – iluminación |

## Posicionamiento en listas
| Lista (2003)                   | Mejor posición |
| ------------------------------ | -------------- |
| Estados Unidos (Billboard 200) | 7              |